# Microcaecilia dermatophaga
Espèce
Microcaecilia dermatophaga, la Microcécilie de la Nouvelle-Angoulême, est une espèce de gymnophiones de la famille des Siphonopidae.

## Répartition
Cette espèce est endémique de Guyane.

## Description
L'holotype de Microcaecilia dermatophaga, un mâle adulte, mesure 181 mm. Cette espèce, vermiforme, présente une couleur lilas.

## Étymologie
Son nom d'espèce, dérivé du grec ancien δέρμα, derma, « peau », et φάγος, phágos, « mangeur », lui a été donné en référence au fait que les juvéniles s'alimentent de la peau de leur mère.
Le nom vernaculaire anglais suggéré par les auteurs, Angoulême microcaecilia, fait référence au gîte d'Angoulème, une auberge située non loin de l'endroit où a été capturé l'holotype, à quelques centaines de mètres de la Mana.

## Publication originale
- Wilkinson, Sherratt, Starace & Gower, 2013 : A New Species of Skin-Feeding Caecilian and the First Report of Reproductive Mode in Microcaecilia (Amphibia: Gymnophiona: Siphonopidae). PLoS ONE, vol. 8, no 3, p. e57756 (texte intégral).